# 摩爾根獸
摩爾根獸屬（学名：Morganucodon）又稱摩根齒獸或摩根錐齒獸，為早期的哺乳動物，生活在三疊紀，最早出現在2億500萬年前。化石大部分在英國的威爾斯被發現，但是在中國雲南也發現過牠們的化石（M. oehleri 與 M. heikoupengensis）。對於摩爾根獸是否屬於哺乳類，生物學家有很長的爭論，學界一般都將牠們歸入哺乳形類（Mammaliaformes）。